# 文春オンライン
『文春オンライン』（ぶんしゅんオンライン）は2017年1月、文藝春秋から刊行される雑誌や本の宣伝サイトを総合して設置されたwebメディアビジネス。
編集長は竹田直弘。

## 概要
掲載する記事は大まかに分けて週刊文春など紙の雑誌や書籍からの転載、週刊文春のデジタル部の記事、そして文春オンライン編集部のオリジナル記事。
現在文春オンラインのカテゴリは週刊文春記事、文藝春秋記事。